# Regierung von Barbados
Die Regierung von Barbados (en.: Government of Barbados, GoB) ist die oberste Behörde des Einheitsstaats Barbados. Der Staat ist eine parlamentarische Republik. Der Präsident von Barbados ist das Staatsoberhaupt und der Prime Minister ist Oberhaupt der Regierung.

## Organisation

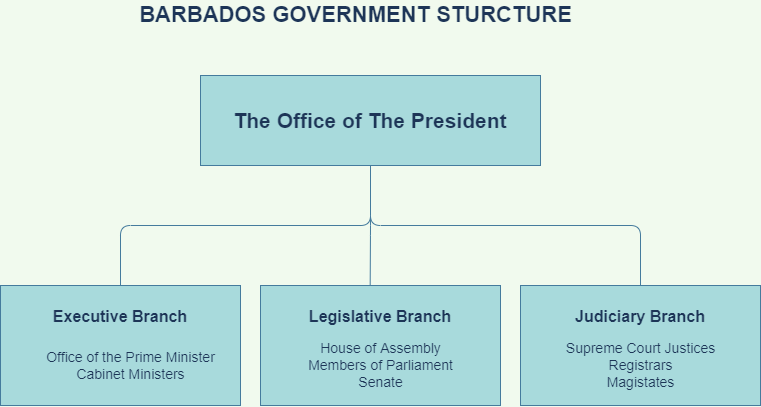
Simplification of the government structure of Barbados

Barbados hat ein Zweikammersystem der Legislative und ein Parteiensystem auf Basis des allgemeinen Wahlrechts. Der Senat hat 21 Mitglieder, die vom Präsidenten ernannt werden, wovon 12 auf Vorschlag des Premierministers, zwei auf Vorschlag des Leader of the Opposition, und sieben auf die eigene Wahl des Präsidenten hin berufen werden. Das House of Assembly hat 30 Mitglieder, welche alle gewählt werden. Beide Kammern debattieren alle Gesetzesentwürfe. Das House of Assembly kann jedoch eine Ablehnung des Senats von Finanzgesetze und anderen Gesetzen mit Ausnahme von Zusätzen zur Verfassung überstimmen.
Die Funktionäre jeder Kammer (President, Deputy President of the Senate; Speaker, Deputy Speaker, Chairman of Committees of the Assembly) werden von den Mitgliedern der jeweiligen Kammern selbst gewählt.
In Übereinstimmung mit dem Westminster-System hat sich Barbados zu einer unabhängigen parlamentarischen Demokratie entwickelt. Alle Macht liegt beim Parlament unter einem unpolitischen Präsident als Staatsoberhaupt. Die Executive Gewalt ist dem Präsidenten unterstellt, der normalerweise nur auf Anweisung des Premierministers und des Kabinetts handelt, welche kollectiv dem Parlament verantwortlich sind. Das Recht von Barbados wurzelt im englischen English Common Law und die Verfassung von Barbados, welche 1966 eingeführt wurde, ist das zentrale Rechtsdokument.
Fundamentale Rechte und Freiheiten der Person sind in der Verfassung niedergelegt und werden durch einen strengen Gesetzescodex geschützt.
Das Kabinett wird vom Premierminister geleitet, welcher ein gewähltes Mitglied des Parlaments sein muss und andere Minister werden von den jeweiligen Kammern des Parlaments vom Präsidenten auf Vorschlag des Premierministers ernannt.

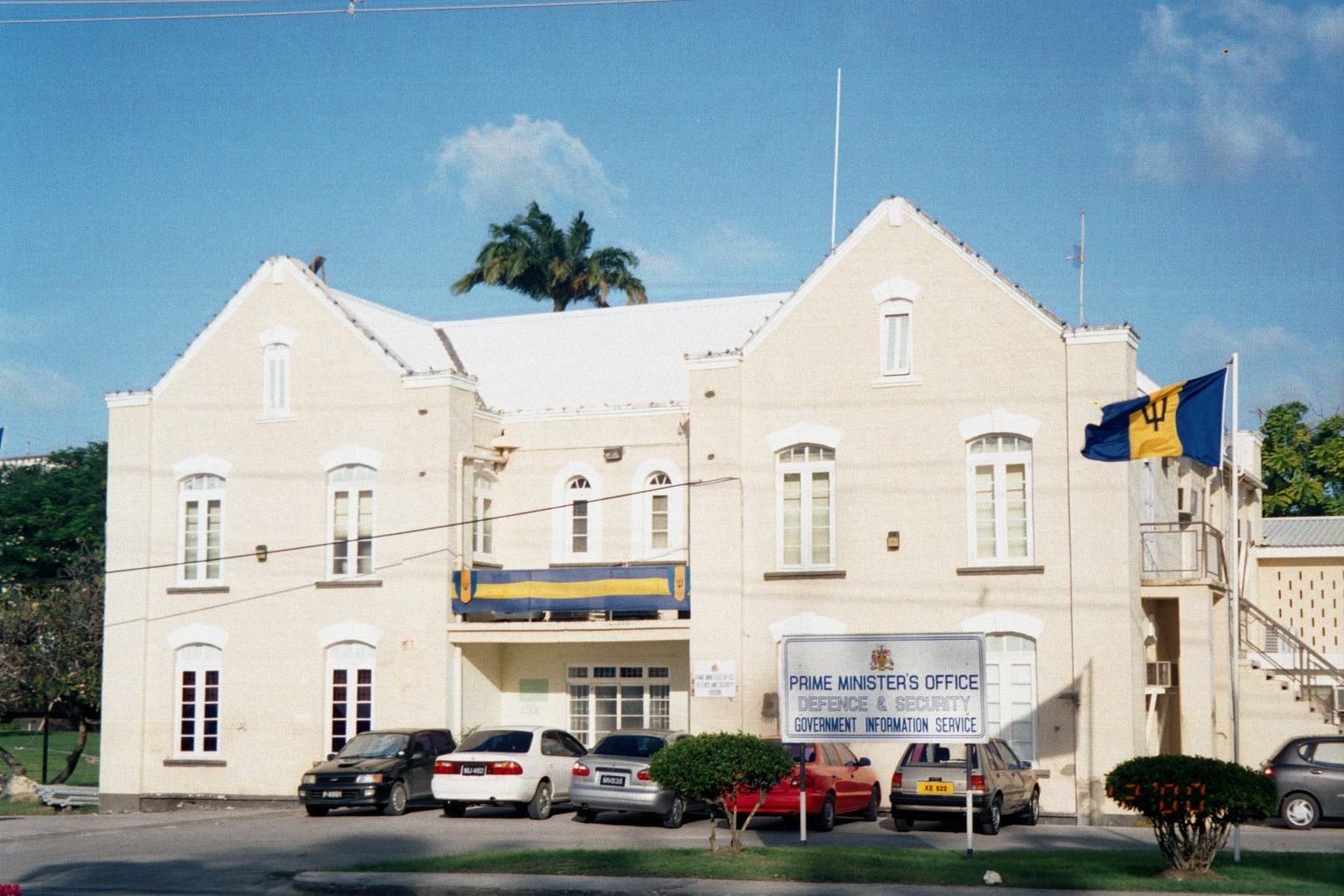
Sitz des Premierministers von Barbados in der Bay Street, Bridgetown, Barbados. November 2000.

Der Präsident ernennt als Leader of the Opposition ein Mitglied des House of Assembly, welcher die Unterstützung der größten Gruppe der Opposition gegenüber der regierenden Partei hat.
Die Dauer einer Parlamentsperiode ist fünf Jahre ab der ersten Sitzung. Beide Kammern können auf Anweisung des Premierministers vom Präsident gleichzeitig aufgelöst werden.
Es gibt einen etablierten unpolitischen Beamtenapparat. Außerdem gibt es verschiedene in der Verfassung verankerte Kommissionen für Judicial und Legal Service, Public Service und Police Service.

## Geschichte
Die Regierung wurde seit den Wahlen 1961 durch Wahl bestimmt, als Barbados volle Selbstverwaltung (self-governance) erhielt. Davor wurde die Regierung durch die Crown colony bestimmt und bestand entweder ausschließlich aus der Kolonial-Administration (z. B. Executive Council), oder aus einer Mischung von Kolonialherrschaft und teilweise gewähltem Rat (z. B. Legislative Council of Barbados).
Zwischen 1966 und 2021 war das Staatsoberhaupt von Barbados die Monarchin von Barbados, Elisabeth II., die durch den Governor-General of Barbados vertreten wurde. Nach Jahrzehnten des Republikanismus wurde die Monarchie abgeschafft und am 30. November 2021 durch ein neues Amt an der Spitze des Staates ersetzt, den „Präsident of Barbados“.
Seit der Unabhängigkeit war die Democratic Labour Party (DLP) von 1966 bis 1976, von 1986 bis 1994 und von Januar 2008 bis 2018 an der Macht. Die Barbados Labour Party (BLP) regierte von 1976 bis 1986, von September 1994 bis 2008 und hat seit 2018 die Regierung gestellt.

## Exekutive
Die Exekutive der Regierung führt die gewöhnlichen Regierungsgeschäfte. Diese Funktionen werden vom Premierminister und den Kabinettsministern wahrgenommen. Der Premierminister wählt die Regierungsminister aus, die er im Kabinett haben möchte, sie werden jedoch tatsächlich vom Präsidenten ernannt.
Hierarchie:
- Heads of State
  - President
- Head of Government
  - Prime Minister
  - Attorney General’s
  - Ministers

| Amt | Amtsinhaber           | Wahlkreis                  | Partei                |
| --- | --------------------- | -------------------------- | --------------------- |
| Premierminister Minister of Finance and Economic Affairs (Culture, Security, Public Service, Caricom and Development Commissions) | Mia Mottley           | St. Michael North East     | Barbados Labour Party |
| Deputy Prime Minister Senior Minister Minister of Transport, Works and Water Resources                                            | Santia Bradshaw       | St. Michael South East     |                       |
| Attorney General and Minister of Legal Affairs Senior Minister Governance                                                         | Dale Marshall         | St. Joseph                 |                       |
| Minister of Energy and Business Development Senior Minister                                                                       | Kerrie Symmonds       | St. James Central          |                       |
| Minister of Foreign Affairs and Foreign Trade Senior Minister, Social and Environmental Policy                                    | Jerome Walcott        | N/A (Senator)              |                       |
| Senior Minister in the Prime Minister’s Office, with responsibility for Infrastructure and Town Planning Matters                  | William Duguid        | Christ Church West         |                       |
| Minister of Homes Affairs and Information                                                                                         | Wilfred Abrahams      | Christ Church East         |                       |
| Minister of Agriculture, Food and Nutrition Security                                                                              | Indar Weir            | St. Philip South           |                       |
| Minister of Tourism and International Transport                                                                                   | Ian Gooding Edghill   | St. Michael West Central   |                       |
| Minister for the Public Service, Home Affairs, Labour and Gender Affairs                                                          | Lisa Cummings         | N/A (Senator)              |                       |
| Minister of Education, Technological and Vocational Training                                                                      | Kay McConney          | St. Philip West            |                       |
| Minister of Housing, lands and Maintenance                                                                                        | Dwight Sutherland     | St. George South           |                       |
| Minister of People Empowerment and Elder Affairs                                                                                  | Kirk Humphrey         | St. Michael South          |                       |
| Minister of the Environment and National Beautification and Blue Economy                                                          | Adrian Forde          | Christ Church West Central |                       |
| Minister of Labour, Social Security and Third Sector                                                                              | Colin Jordan          | St. Peter                  |                       |
| Minister of Industry, Innovation, Science and Technology                                                                          | Davidson Ishmael      | St. Michael North          |                       |
| Minister of Youth, Sports and Community Empowerment                                                                               | Charles Griffith      | St. John                   |                       |
| Minister in the Ministry of Finance and Economic Development                                                                      | Ryan Straughn         | Christ Church East Central |                       |
| Minister in the Office of the Prime Minister                                                                                      | Chantal Munroe Knight | N/A (Senator)              |                       |
| Minister of State in the Ministry of Health and Wellness                                                                          | Sonia Browne          | St. Philip North           |                       |
| Minister of State in the Ministry of Foreign Trade and Ministry of Business Development                                           | Sandra Husbands       | St. James South            |                       |

| Amt | Amtsinhaber     | Wahlkreis          | Partei                |
| --- | --------------- | ------------------ | --------------------- |
| Parliamentary Secretary in the Ministry of Transport, Works and Water Resources, with responsibility for Water Resources | Rommel Springer | St. Andrew         | Barbados Labour Party |
| Parliamentary Secretary in the Ministry of People Empowerment and Elder Affairs                                          | Corey Layne     | City of Bridgetown |                       |

| Ministerial Office                                           | Aufgabe                                                       | Amtsinhaber           |
| ------------------------------------------------------------ | ------------------------------------------------------------- | --------------------- |
| Ministry of Foreign Affairs and Foreign Trade                | Head of the Public Service, Director-General of Foreign Trade | Louis Woodroffe       |
| Prime Minister’s Office                                      | Permanent Secretary                                           | Alies Jordan          |
| Ministry of the Public Service                               | Director General (Human Resources)                            | Gail Atkins           |
| Ministry of Finance, Economic Affairs and Investment         | Permanent Secretary                                           | Nancy Headley         |
| Ministry of Foreign Affairs and Foreign Trade                | Permanent Secretary                                           | Simone Rudder         |
| Office of the Attorney General and Ministry of Legal Affairs | Permanent Secretary                                           | Yvette Goddard        |
| Ministry of Education, Technological and Vocational Training | Permanent Secretary                                           | Betty Alleyne Headley |
| Ministry of Home Affairs                                     | Permanent Secretary                                           | Deborah Payne         |
| Ministry of Health & Wellness                                | Permanent Secretary                                           | Janet Philips         |
| Ministry of Agriculture and Food Security                    | Permanent Secretary                                           | Terry Bascombe        |
| Ministry of Labour and Social Partnership Relations          | Permanent Secretary                                           | Karen Best            |
| Ministry of Housing, Lands and Rural Development             | Permanent Secretary                                           | Timothy Maynard       |
| Ministry of International Business and Industry              | Permanent Secretary                                           | June Chandler         |
| National Insurance Department                                | Director                                                      | Jennifer Hunte        |
| Ministry of Tourism and International Transport              | Permanent Secretary                                           | Donna Cadogan         |
| Ministry of Youth and Community Empowerment                  | Permanent Secretary                                           | Yolande Howard        |
| Ministry of People Empowerment and Elder Affairs             | Permanent Secretary                                           | Gabrielle Springer    |
| Ministry of Energy, Small Business and Entrepreneurship      | Permanent Secretary (Special Assignments)                     | Andrew Gittens        |
| Ministry of Environment and National Beautification          | Permanent Secretary                                           | Daphne Kellman        |
| Ministry of Energy, Small Business and Entrepreneurship      | Permanent Secretary (Small Business and Entrepreneurship)     | Francine Blackman     |
| Ministry of Transport, Works and Maintenance                 | Permanent Secretary                                           | Mark Cummins          |
| Prime Minister’s Office                                      | Permanent Secretary (Culture)                                 | Jehu Wiltshire        |
| Ministry of Maritime Affairs and the Blue Economy            | Permanet Secretary                                            | Sonia Foster          |
| Ministry of Innovation, Science and Smart Technology         | Permanent Secretary                                           | Charley Browne        |
| Ministry of Information, Broadcasting and Public Affairs     | Permanent Secretary                                           | Sandra Phillips       |
| Cabinet Office                                               | Cabinet Secretary                                             | Cecile Humphrey       |
| Ministry of Energy, Small Business and Entrepreneurship      | Permanent Secretary (Small Business and Entrepreneurship)     | Esworth Reid          |

## Legislative
In der Version des Westminster-Regierungssystems von Barbados sind die Exekutive und die Legislative teilweise miteinander verflochten. Das einzige offizielle Kabinettsamt (außer dem Premierminister), das in der Verfassung von Barbados ausdrücklich erwähnt wird, ist das Amt des Generalstaatsanwalts (Attorney-General).
Hierarchie:
- President
- Chief Secretaries (Abolished)
- Auditors-General
- Senators
  - Presidents of the Senate
- Members of the House (a/k/a Members of Parliament)
  - Speakers of the House of Assembly
- Clerks of Parliament

### Recht
Die Verfassung von Barbados ist das oberste Gesetz der Nation. Der Generalstaatsanwalt ist der Leiter der unabhängigen Judikative (judiciary). Historisch gesehen basierte das barbadische Recht vollständig auf dem englischen Gewohnheitsrecht (Common Law) mit einigen lokalen Anpassungen. Zum Zeitpunkt der Unabhängigkeit verlor das Parlament des Vereinigten Königreichs seine Fähigkeit, für Barbados Gesetze zu erlassen, aber das zu diesem Zeitpunkt geltende englische und britische Gewohnheitsrecht und die geltenden Gesetze sowie andere bereits vom barbadischen Parlament verabschiedete Maßnahmen bildeten die Grundlage für das neue Rechtssystems des Landes.
Die Gesetzgebung kann von Organisationen wie den Vereinten Nationen, der Organisation Amerikanischer Staaten oder anderen internationalen Gremien, denen Barbados vertraglich verbindlich gegenübersteht, gestaltet oder beeinflusst werden. Darüber hinaus können andere Institutionen dem Parlament von Barbados durch internationale Zusammenarbeit wichtige Beispielgesetze zur Verfügung stellen, die an die örtlichen Gegebenheiten angepasst werden müssen, bevor sie als lokales Gesetz in Kraft treten.
Neue Gesetze werden vom barbadischen Parlament verabschiedet und bedürfen der Zustimmung des Präsidenten, um in Kraft zu treten. Der Präsident hat die Befugnis, die Zustimmung zu Gesetzen zu verweigern, indem er ohne parlamentarische Außerkraftsetzung ein Veto gegen das vorgeschlagene Gesetz einlegt.

## Justiz
Die Aufgabe der Justiz besteht darin, Gesetze durchzusetzen; Gesetze interpretieren; um Gerichtsverhandlungen durchzuführen; gerichtliche Berufungen anzuhören.
Das örtliche Gerichtssystem von Barbados besteht aus:
- Amtsgerichte: Für Straf-, Zivil-, häusliche, häusliche Gewalt- und Jugendstrafsachen. Kann sich aber auch mit Angelegenheiten wie gerichtsmedizinischen Untersuchungen, Alkohollizenzen und standesamtlichen Trauungen befassen. Darüber hinaus befassen sich die Amtsgerichte mit Vertrags- und Deliktsrecht, sofern die Ansprüche 10.000,00 Dollar nicht überschreiten.[8]
- Der Oberste Gerichtshof (Supreme Court of Judicature) besteht aus dem Obersten Gerichtshof und dem Berufungsgericht.[8]
  - Oberster Gerichtshof: Bestehend aus den Abteilungen Zivilrecht, Strafrecht und Familienrecht.
  - Berufungsgericht: Behandelt Berufungen des High Court und des Magistrates’ Court. Es verhandelt Berufungen sowohl im Zivil- als auch im Strafrecht. Es kann aus einem einzelnen Berufungsrichter bestehen, der in Kammern tagt; oder kann als Vollgericht mit drei Berufungsrichtern fungieren.
  - Der Karibische Gerichtshof (Caribbean Court of Justice, CCJ) (mit Sitz in Port of Spain, Trinidad und Tobago) ist das Gericht der letzten Instanz (letzte Gerichtsbarkeit) für barbadisches Recht. Es ersetzte das in London ansässige Judicial Committee of the Privy Council (JCPC). Der CCJ kann andere strittige Angelegenheiten im Zusammenhang mit dem karibischen Binnenmarkt und der karibischen Wirtschaft (CSME) klären.

- Chief Justices
  - Justices of Appeals
  - Magistrates

## Galerie

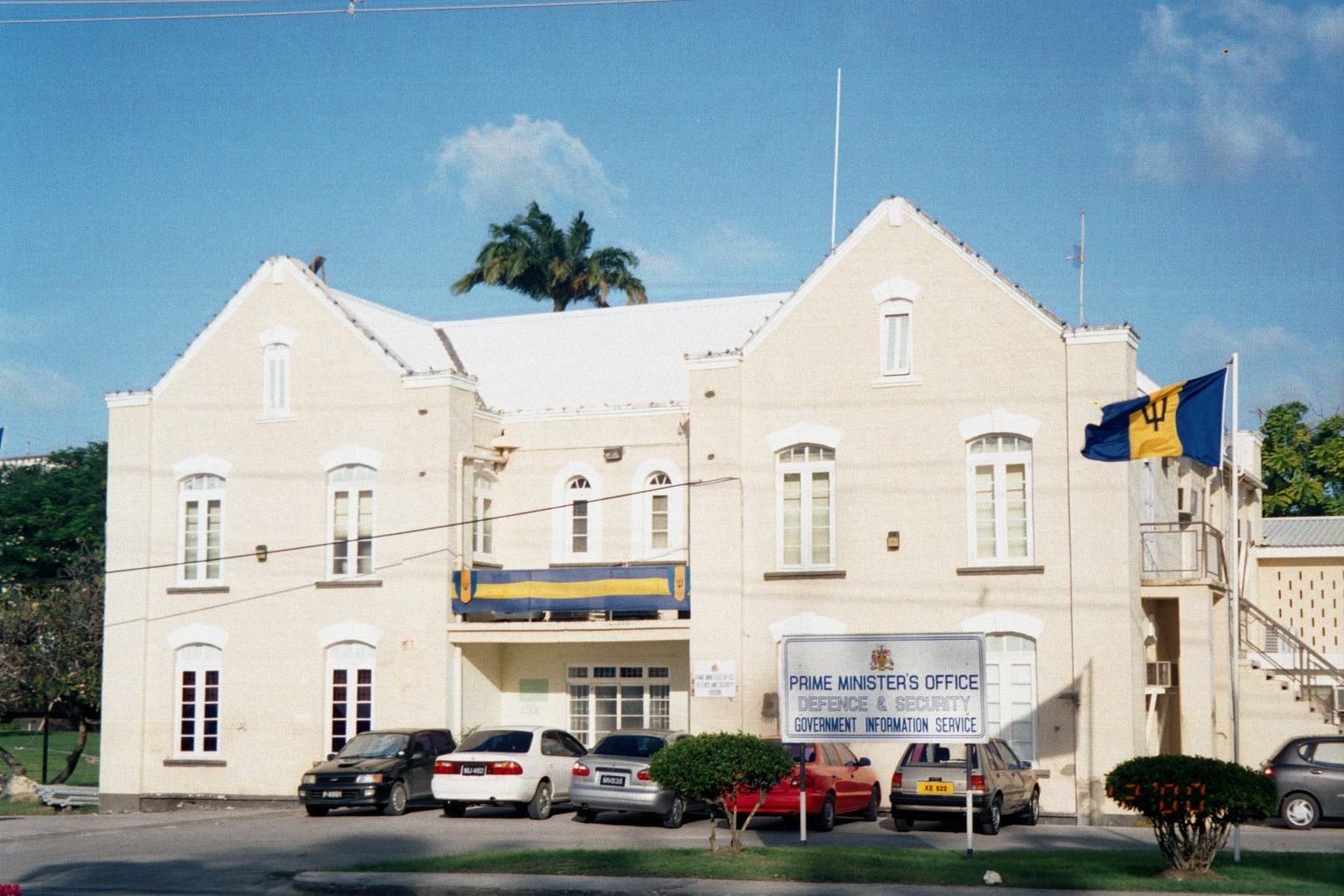
Büro des Premierministers
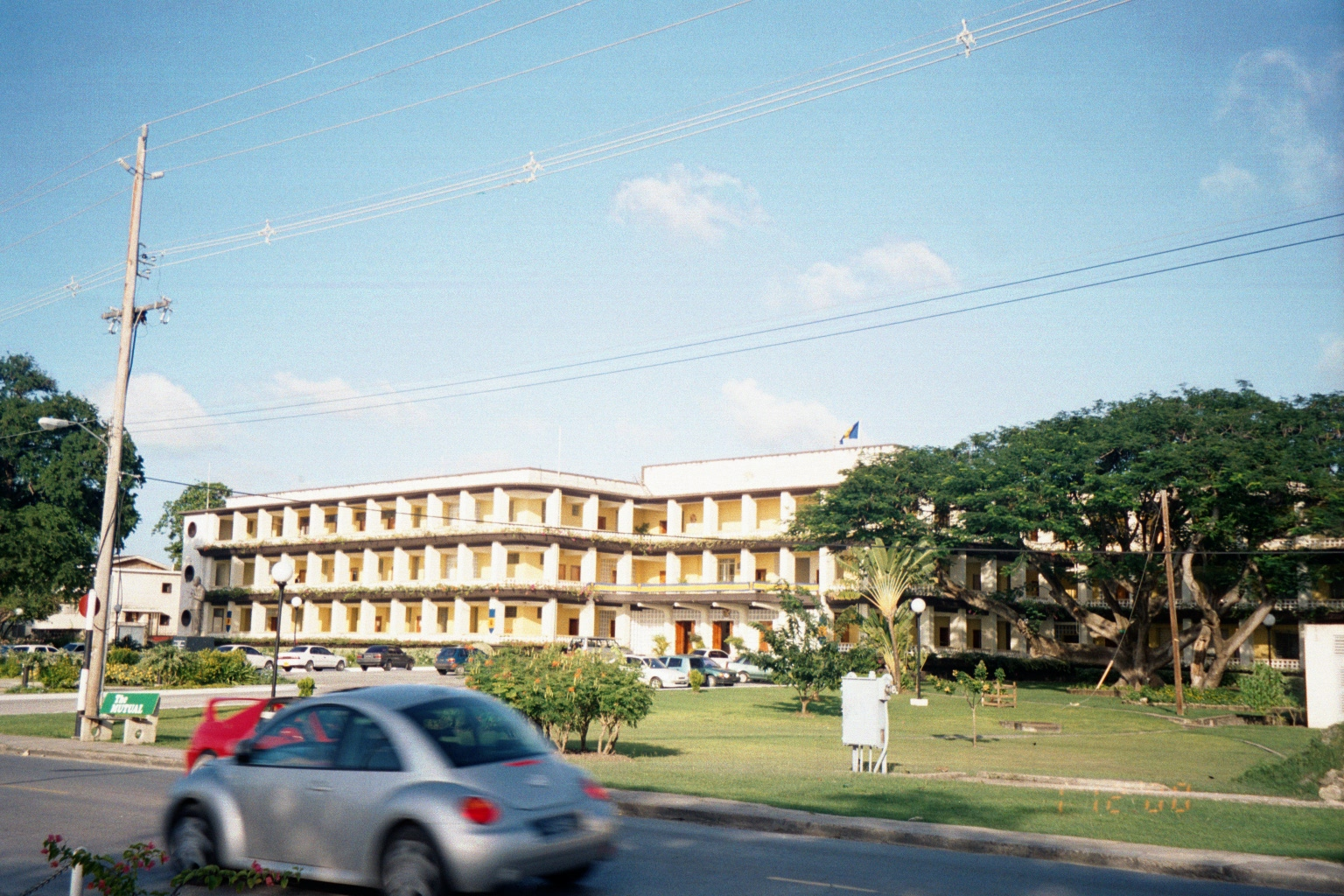
Cabinet Office im Komplex des Government Headquarters
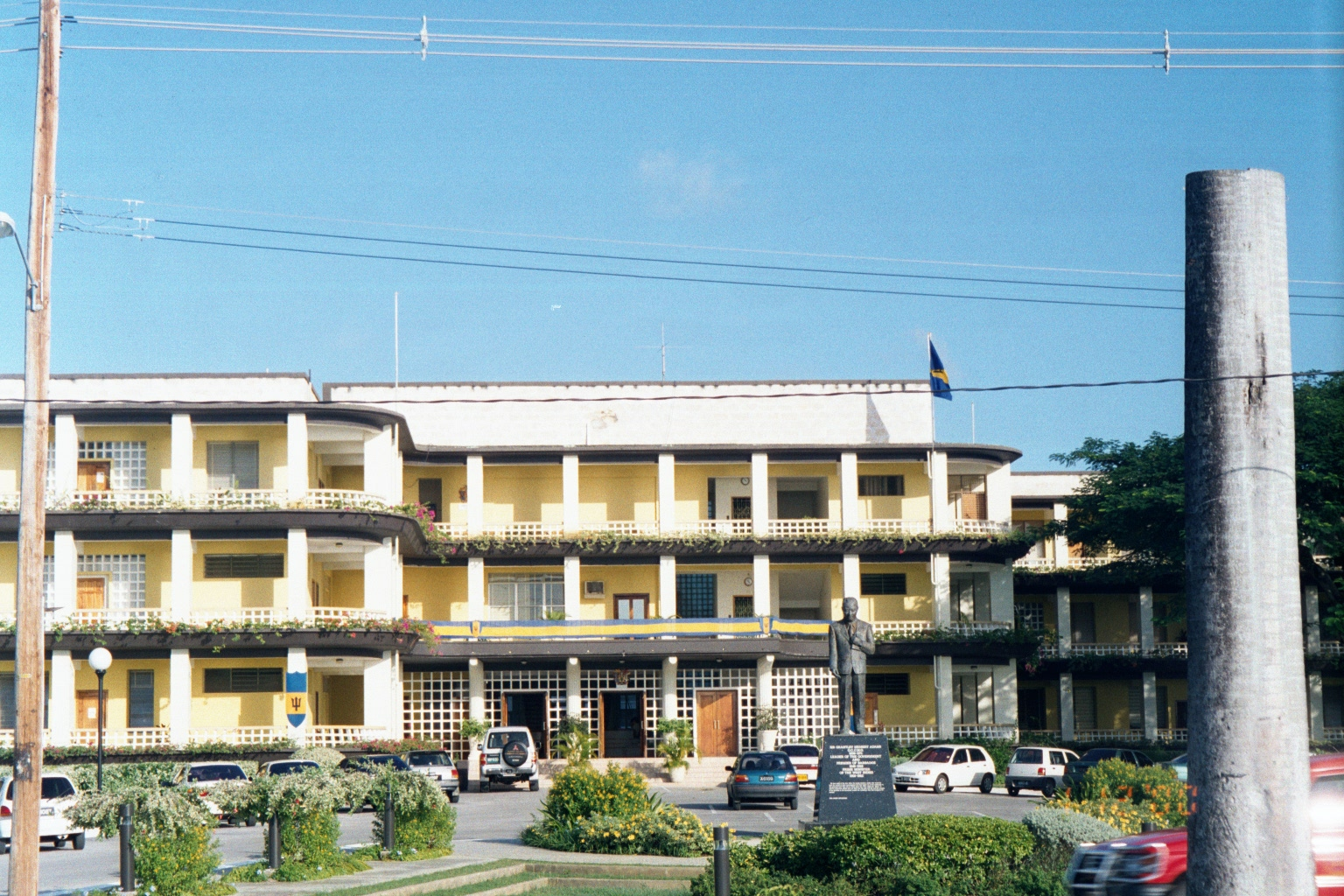
Haupteingang des Government Headquarters Complex mit einer Statue von Sir Grantley Adams

## Wahrnehmung
Transparency International stufte Barbados im Korruptionswahrnehmungsindex 2021 weltweit auf Platz 29 (von 180) ein. Es ist damit das am wenigsten korrupte Land in der Karibik.